# Ana Guțu
Ana Guțu (n. 13 martie 1962, în Alexandru Ioan Cuza, RSS Moldovenească) este profesor universitar, doctor în filologie romanică la catedra filologie romanică politiciană   din Republica Moldova, deputat în Parlamentul Republicii Moldova în anii 2009-2014.

## Biografie
Ana Guțu s-a născut la 13 martie 1962, în satul Alexandru Ioan Cuza, în familia profesorilor de limbă română și istorie Valentina Petrov-Sârghi și Pavel Petrov. În 1979 absolvește cu medalie de aur școala medie Nr.2, actualmente liceul Bogdan Petriceicu Hașdeu din Cahul. În 1984 a absolvit cu mențiune Facultatea de limbi străine, specialitatea limbă și literatură franceză,  la Universitatea de Stat din Moldova (USM), în 1985–1990 doctoratul la USM, catedra filologie franceză. Tema tezei de doctorat este ”Aspectul sistemic și funcțional al antonimelor (în baza operelor literare franceze)”, sub bagheta științifică a doctorului habilitat profesor universitar Grigore Cincilei. 

### Activitatea profesională
- 1984–1985 — lector la Institutul pedagogic “T.G. Șevcenko”, Tiraspol
- 1985–1988 — profesor de limbă franceză la Școala rusă nr. 2, Tiraspol.
- 1988–1991 — lector la Universitatea Agrară din Moldova.
- 1991–1995 — lector superior la ASEM.

Din 1995 este consecutiv lector superior, conferențiar, șefa catedrei limbă și literatură franceză, director departament, decan,  vicerector, prim-vicerector la ULIM
Din 2009 este aleasă membru în instanțele Agenției Universitare a Francofoniei - Consiliul Asociativ (2009-2013; 2013- prezent) și Consiului de Administrare (2013 - 2017).
Din septembrie 2019 este profesor, conducător de doctorat în Școala Doctorală de Studii de lingvistică romano-germanică și literatură universală și comparată a Universității de Stat din Moldova (USM) www.usm.md. A format trei doctori în filologie romanică și ghidează actualmente cercetările a trei doctoranzi în același domeniu. 
La 16 ianuarie 2020 este numită de prim-ministrul Ludovic Orban, la propunerea lui Traian Băsescu și Eugen Tomac, în funcția de secretar de stat la Departamentul pentru Relația cu Republica Moldova, Guvernul României, creat în baza HG nr.137 din 13.02.2020. 
Ana Guțu este autoarea mai multor publicații științifice, pe care le scrie în franceză și română.

### Publicații
- Aspects systémique et fonctionnel des antonymes. Chisinau, Sirius, 2000.
- Dulce lacrimă de dor. Poeme, Chișinău, Sirius, 2001.
- Poezii pentru copii. Poeme.Chișinău, Sirius, 2003.
- Exégèse et traduction littéraire. Chișinau, ULIM, 2005.
- Théorie et pratique de la traduction. Chișinau, ULIM, 2007.
- Introduction à la traductologie française, Chișinau, ULIM, 2008.
- Fascination. Poeme autotraduse. Chișinău, 2008.
- Essais traductologiques. Chișinău, ULIM, 2012.
- Universitas Europaea. Chișinău, ULIM, 2012.
- Confusio identitarum. Chișinău, Sirius, 2011.
- Les pouvoirs de la langue. Chișinău, Sirius, 2014.
- Eseuri traductologice. Chișinău, Sirius, 2015.
- Puterile limbii, București, România de mâine, 2016.
- Complexitatea sistemică și funcțională a terminologiei tehnico-științifice franceze. Chișinău, 2017. 148 p.
- Discours/Discursuri. Ars oratoria. Chișinău, ISEF, Sirius, 2020.

### Activitatea politică
Din aprilie 2009 până în 2014 a fost deputat în Parlamentul Republicii Moldova de legislatura a XVII-a,  a XVIII-a și a XIX.
Din octombrie 2009 până la iunie 2011 a fost șefa Delegației Parlamentului RM la Adunarea Parlamentară a Consiliului Europei (APCE), iar din mai 2011 — șefa Delegației Parlamentului RM la Adunarea Parlamentară a Francofoniei.
Începând cu 22 ianuarie 2013 este vicepreședintele Comisiei APCE pentru Regulament, imunități și afaceri instituționale, în 2014 devine președinta Comisiei Cultură, Educație, Cercetare și mass-media, APCE, iar din mai 2013 până în 2014 a fost președinta Comisiei parlamentare pentru Politică Externă și Integrare Europeană. 
Din iunie 2013 Ana Guțu este vicepreședintele grupului politic Alianța Liberalilor și Democraților din APCE.
În ianuarie 2013 izbucnește criza politică legată de vânătoarea din Pădurea Domnească, unde a fost împușcat Sorin Panciu. În rezultatul acestei crize cade guvernul Filat-2, iar liderul PL Mihai Ghimpu refuză să voteze un nou guvern pro-european în ajunul summit-ului Parteneriatului Estic de la Vilnius, Lituania, unde Republica Moldova urma să parafeze Acordul de Asociere la UE. 7 deputați PL se desprind din cei 12 și votează guvernul pro-european în frunte cu Iurie Leancă. Ei sunt expulzați din Partidul Liberal și ulterior fondează Partidul Liberal Reformator. 
Din 15 decembrie 2013 în cadrul congresului de constituire a PLR Ana Guțu, retrăgându-se din cursa pentru președinția partidului (greșeală recunoscută ulterior de opinia publică)  este aleasă cu cel mai mare număr de voturi secrete în calitate co-președinte al Partidului Liberal Reformator din Republica Moldova.
În octombrie 2014, Ana Guțu, cunoscând rezultatul sondajelor în preajma alegerilor parlamentare care dădeau câștig de cauză la limită celor trei partide zis pro-europene - PLDM, PD și PL,  împreună cu mai mulți membri activi ai Partidului Liberal Reformator, printre care: Anatol Arhire, deputat, președintele organizației teritoriale PLR Ungheni, Dorin Dușciac, viceministrul mediului, vicepreședinte PLR, Gheorghe Șalaru, vicepreședinte PLR, Vasile Grama, vicepreședinte PLR, Sergiu Stanciu, viceministrul tineretului și sportului, Sergiu Ghețiu, viceministrul agriculturii și industrii alimentare, Tudor Ulianovschi, viceministrul afacerilor externe și integrării europene și Maxim Guțu, președintele organizației de tineret PLR — au formulat un apel către președintele partidului, Ion Hadârcă, prin care solicitau retragerea formațiunii din cursa electorală pentru alegerile parlamentare din 30 noiembrie 2014, întrucât șansele PLR de a accede în parlament ar fi fost minime și participarea în alegeri a formațiinii ar dispersa votul alegătorilor pro-europeni. Conducerea PLR a reacționat la apelul Anei Guțu prin a spune că „prin gestul și apelul său Ana Guțu trădează așteptările și încrederea electoratului, întreaga echipă, structurile teritoriale și simpatizanții partidului care și-au exprimat clar intenția de a participa în campanie la evenimentul de lansare din 19 octombrie 2014”. Propunerea inițială a Anei Guțu de a participa în alegeri pe lista electorală a PLDM, de asemenea, a fost respinsă unanim de Consiliul Național Politic al PLR. Ana Guțu a preferat să rămână în afara listei electorale a Partidului Liberal Reformator și a respins acuzațiile de trădare, lansate de conducerea PLR prin a spune că „diferența de opinie nu trebuie să fie luată drept trădare, de altfel nu se poate vorbi de democrație internă de partid”. Pe 14 noiembrie 2014, prin decizia Consiliului Național Politic al PLR, Ana Guțu, Anatol Arhire, Maxim Guțu și Dorin Dușciac, toți semnatari ai apelului de retragere a formațiunii din cursa electorală pentru a consolida votul pro-european – au fost excluși din partid.
Pe 5 septembrie 2015, Ana Guțu împreună cu un grup de inițiativă format din Dorin Dușciac, 
Anatol Arhire, Vitalie Marinuța, Gheorghe Șalaru, Ilie Ilașcu, Alina Ghețiu, Maxim Guțu, Victor Sandu și Dan Nicu, au creat partidul politic „DREAPTA”, o formațiunea care optează pentru reunificarea celor două state românești – Republica Moldova și România. La ședința de constituire a grupului de inițiativă a participat și europarlamentarul român Monica Macovei.
La 14 februarie 2016 a avut loc congresul de constituire a Partidului Unionist Dreapta (www.dreapta.md), în cadrul căruia Ana Guțu a fost aleasă în calitate de președinte. 
La începutul anului 2017 Ana Guțu a început discuțiile cu Anatol Șalaru, exclus din Partidul Liberal și demis din funcția de ministru al apărării, în vederea fuzionări echipelor politice ale ambilor lideri. La 11 iunie 2017 are loc un congres extraordinar al Dreptei, în cadrul căruia este decisă schimbarea denumirii partidului din ”Dreapta” în ”Partidul Unității Naționale” (PUN). Congresul a votat și unele modificări la Statut - este introdusă funcția de președinte de onoare și președinte executiv. Ana Guțu demisionează din funcția de președinte al Dreptei și este aleasă în funcția de prim-vicepreședinte al PUN. http://dreapta.md/2017/06/11/partidul-unionist-dreapta-a-dat-start-unificarii-fortelor-unioniste-din-republica-moldova/ Arhivat în 2 septembrie 2017, la Wayback Machine.. Anatol Șalaru este ales președinte executiv al PUN. 
La 25 iunie 2017 are loc un alt congres extraordinar al PUN, în cadrul căruia Traian Băsescu este ales președinte de onoare al PUN.  (http://pun.md/congres-extraordinar-al-pun/ Arhivat în 19 octombrie 2018, la Wayback Machine.)   
Ana Guțu este căsătorită cu Ion Guțu, doctor în filologie romanică, conferențiar universitar la Universitatea de Stat din Moldova. Cei doi soți sînt născuți în același an (1962), împreună au crescut și educat doi copii. Soții Guțu au studiat la aceeași facultate.

### Realizări politice

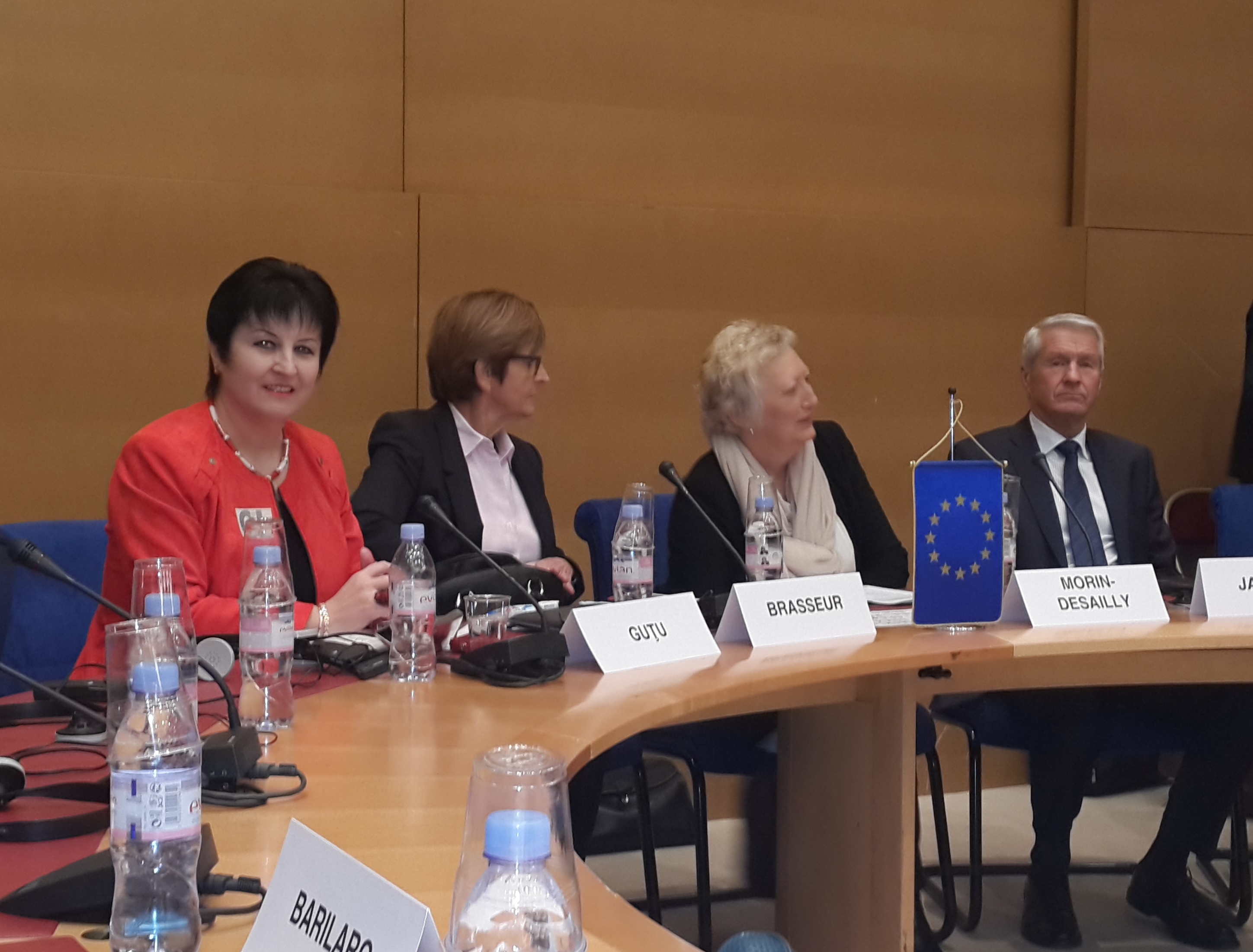
Masa rotundă pe problemele libertății presei, Senatul Franței, Paris, 4 septembrie 2014

În calitatea sa de deputat pe parcursul anilor 2009-2014 este
- Autoarea sesizării la Curtea Constituțională, privind constituționalizarea limbii române și a Declarației de Independență a RM – prin decizia CC din 5 decembrie 2013 limba română a fost repusă în drepturile sale juridice în actele legislative și tratatele internaționale încheiate de RM (anul 2013) Arhivat în 6 februarie 2016, la Wayback Machine.
- Autoarea proiectului de lege cu privire la declararea identității românești în actele de stare civilă în baza unei declarații pe propria răspundere (anul 2012);
- proiectului de lege cu privire la politicile lingvistice, care propune ridicarea statutului limbii române în RM la rang de unică limbă oficială, obligatorie pentru învățământ, mass-media, spațiu informațional, exercitarea funcțiilor de demnitar de stat etc.(2012)
- Autoarea proiectelor de lege întru ameliorarea democrației electorale – votul prin corespondență, votul pe parcursul a două zile pentru cetățenii din diasporă, renunțarea la pașapoartele de tip sovietic (2011-2014);
- Autoarea proiectului de lege cu privire la instituirea licențelor de transportare a coletelor de către transportatorii din RM;
- proiectului de lege cu privire la prevenirea și pedeapsa penală a separatismului (prin retragerea cetățeniei și privarea de libertate de până la 20 de ani) (2014)
- proiectului de lege referitor la instituirea proporției 80% de canale TV și radio în limba română difuzate și retransmise Arhivat în 3 februarie 2016, la Wayback Machine.
- Autoarea a celui mai mare număr de interpelări, demersuri, inclusiv publice, adresate instituțiilor RM în exercițiul controlului parlamentar, printre ele fiind demersul referitor la tragerea la răspundere penală pentru atentat la securitatea și integritatea statului și a demersului referitor la asanarea spațiului informațional prin stoparea propagandei rusești la TV și radio (2009-2014);
- Voce distinctă și bine cunoscută la Adunarea parlamentară a Consiliului Europei, orator poliglot în apărarea drepturilor omului, democrației și statului de drept, semnatară și promotoare a multiple proiecte de rezoluții pe subiecte importante, declarații scrise în apărarea drepturilor omului în regiunea secesionistă din stânga Nistrului, autoarea moțiunii pentru rezoluție privind necesitatea de prevenire și combatere a separatismului (2009-2014);
- Președinta secției RM la Adunarea Parlamentară a Francofoniei, organizatoare pentru prima dată în RM a Sesiunii 26-ea a Adunării Parlamentare a Francofoniei, Regiunea Europa, (noiembrie 2013)

## Distincții
- Ordinul ”Gloria Muncii”, Republica Moldova, (2002);
- Ordinul ”Steaua României” în grad de Mare Cruce, România (2013)
- Ordinul ”Legiunea de Onoare”, Republica Franceză (2014)
- ”Ordinul Republicii”, Republica Moldova (2014) Arhivat în 29 martie 2016, la Wayback Machine.
- Medalia și titlul Membru Onorific al Adunării Parlamentare a Consiliului Europei (2015)